# Richard Searfoss
Richard Alan Searfoss (Mount Clemens, 5 juni 1956 - Bear Valley Springs in California, 29 september 2018) was een Amerikaans ruimtevaarder. 
Searfoss zijn eerste ruimtevlucht was STS-58 met de spaceshuttle Columbia en vond plaats op 18 oktober 1993. 
Searfoss maakte deel uit van NASA Astronaut Group 13. Deze groep van 23 astronauten begon hun training in januari 1990 en werden in juli 1991 astronaut. In totaal heeft hij drie ruimtevluchten op zijn naam staan. Sinds 2003 was hij testpiloot voor XCOR Aerospace.